# Al Belletto
Al Belletto (* 3. Januar 1928; † 26. Dezember 2014 in Metairie, New Orleans) war ein US-amerikanischer Jazz-Musiker (Alt- und Baritonsaxophon, Klarinette) und Bandleader.

## Leben und Wirken
Belletto wuchs in New Orleans auf und besuchte die Warren Easton Highschool. Als College-Student leitete er erste eigene Bands, ferner spielte er in den 1940er- und 1950er-Jahren bei Sharkey Bonano, Louis Prima, Wingy Manone und den Dukes of Dixieland. Nach dem Universitätsabschluss an der Loyola University und der Louisiana State University, wo er den Master erwarb, leitete er ein eigenes Sextett (u. a. mit Fred Crane), mit dem er ab 1952 für Capitol Records, dann für Bethlehem und King Records aufnahm. Mit seinem Ensemble ging er 1958–59 mit Woody Herman and His Orchestra auf eine Tournee des State Department durch Südamerika. Seinen Formationen gehörten u. a. Johnny Vidacovich, Ellis Marsalis, Carl Fontana, Willie Thomas, Michael Pellera, Don Menza, Richard Payne, John Mahoney und Rick Trolsen an. Im Bereich des Jazz war er zwischen 1954 und 1997 an 21 Aufnahmesessions beteiligt.
In den 1960er-Jahren arbeitete Belletto als Leiter der Hausband und musikalischer Direktor im New Orleans Playboy Club. Nach dem Hurrikan Katrina lebte er eine Weile in Dallas bei seinem Sohn, bevor er in sein Haus in Metairie zurückkehrte. Er starb Ende 2014 an den Folgen der Chorea Huntington.

## Diskografische Hinweise
- Sounds and Songs (Capitol Records, 1955)
- Half and Half (Capitol, 1956), mit Skip Fawcett, Tom Montgomery, Fred Crane, Jimmy Guinn, Willie Thomas
- Whisper Not (Capitol, 1957)
- Jerri Winters Acc By Al Belletto Sextet: Somebody Loves Me (Bethlehem, 1957)
- The Big Sound (King Records, 1962)
- Coach’s Choice (Artco Records, 1973), mit John Vidacovich, Bill Huntington, Angelle Trosclair, Frank Puzzullo
- Jazznocracy (Louisiana Red Hot, 1998)[3]